# كاشا تيري
كاشا تيري (بالإنجليزية: Kasha Terry)‏ مواليد 21 أكتوبر 1983 في نورنبرغ، بافاريا، ألمانيا الغربية، هي لاعبة كرة سلة أمريكية. تم اختيارها من قبل فريق إنديانا فيفر خلال الدرافت. وتحمل الرقم 35. يبلغ طولها 6 قدم 3 بوصة (1.9 م). لعبت مع إنديانا فيفر وأتلانتا دريم.

## روابط خارجية
- كاشا تيري على موقع الاتحاد الوطني لكرة السلة النسائية (الإنجليزية)
- كاشا تيري على موقع كرة السلة الأوروبية.كوم (الإنجليزية)
- كاشا تيري على موقع كلية كرة السلة في سبورتس رفرنس.كوم (الإنجليزية)
- كاشا تيري على موقع بروبوليرز (الإنجليزية)
- كاشا تيري على موقع سبورتس رفرنس (الإنجليزية)